# Ectasiano
L'Ectasiano (dal Greco Ectasis, "estensione") è il secondo periodo dell'Era Mesoproterozoica, e si estende da 1,4 a 1,2 miliardi di anni fa.
Anziché essere basate sulla stratigrafia, queste date sono definite cronologicamente.

## Morfologia
Questo periodo è caratterizzato dall'espansione ulteriore e ancora più accentuata della esistente crosta terrestre, o dalle nuove piattaforme continentali, da cui il nome.
Sono stati identificati fossili di Bangiomorpha pubescens in rocce di 1.200 milioni di anni nella Formazione Hunting dell'isola di Somerset in Canada. Potrebbero corrispondere a un tipo di alga rossa e pertanto al primo organismo pluricellulare con riproduzione sessuale di cui si abbia conoscenza. Potrebbe anche trattarsi di colonie di cianobatteri.

## Scoperte recenti
Un modello risalente al 1993 di Jim Kasting della Pennsylvania State University aveva stimato che 1,4 miliardi di anni fa, per compensare un sole con un irraggiamento più debole, i livelli di CO2 presenti nell'atmosfera primordiale fossero da 10 a 10.000 volte maggiori rispetto a quelli odierni. Grazie ad un nuovo strumento, una microsonda a ioni di carbonio situata nel Carnegie Institution for Science di Washington, tale modello trova ora una conferma: il livello di CO2 presente nell'atmosfera era almeno da 10 a 200 volte maggiore. La scoperta è descritta in un articolo dei geologi Shuai Xiano della Virginia Polytechnic Institute e di Alan Jay Kaufman dell'Università del Maryland pubblicato nel 2003 dalla rivista Nature. Gli studi sono stati condotti nel nord della Cina in un deposito di scisti proterozoici su un fossile microscopico il Dictyosphera delicata; essendo un fotosintetizzatore eucariotico, produceva materia organica a partire dal CO2, che si è preservato nel fossile in una robusta parete che usava per proteggersi quando restava a lungo in letargo.

## Analisi cladistica
Secondo l'analisi cladistica, a 1,4 miliardi di anni fa si fa risalire la presunta comparsa (secondo alcuni autori) del clade (o sottodominio) Unikonta, contenente attualmente i cladi:
- Amoebozoa (Amebe, microorganismi Eucarioti del Regno Protista, o protozoi)
- Breviata (flagellati unicellulari)
- Apusomonadida (flagellati più evoluti)
- Opisthokonta, Contenente i cladi: 
  - Holomycota (antenati dei funghi)
  - Holozoa (antenati degli animali), contenente a sua volta i cladi:
    - Mesomycetozoea
    - Pluriformea
    - Filozoa, Contenente i due cladi: 
      - Filasterea (organismi ameboidi)
      - Choanozoa A sua volta contenente i due regni:
        - Choanomonada
        - Animalia[8].

Si trattava dunque dell'antenato comune di animali, funghi e amebe.
Invece, intorno a 1,3 miliardi di anni fa, sarebbe comparso il clade Opisthokonta, contenente gli antenati comuni di animali e funghi.